# Abdallah Mohamed
Pour les articles homonymes, voir Mohamed.
Abdellahi Mohamed, né à une date inconnue et mort le 3 février 2000 à Mutsamudu, est un homme politique comorien.

## Carrière
Abdallah Mohamed poursuit ses études au Centre de hautes études administratives à Paris. Commissaire au plan et au développement, puis préfet d'Anjouan à partir de 1975, il est nommé Premier ministre par le président Ali Soilih le 6 janvier 1976 ; il reste à ce poste jusqu'au 22 décembre 1978, restant quelques mois après le coup d'État de mai 1978.

## Famille
Il est le neveu de l'homme politique Ahmed Mohamed.